# NuSTAR

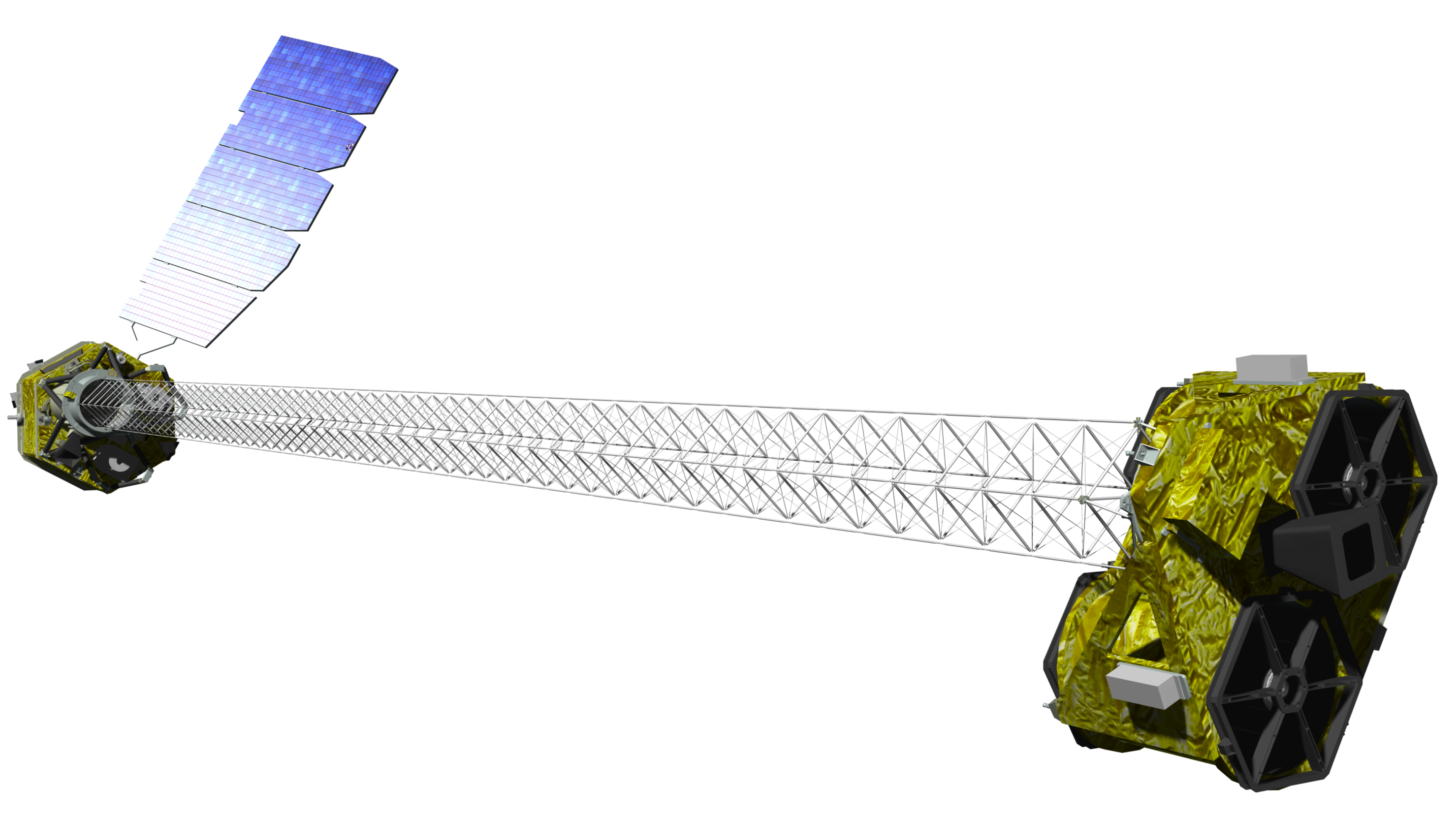

NuSTAR (англ. Nuclear Spectroscopic Telescope Array — Масив ядерних спектроскопічних телескопів) — космічна обсерваторія Національного управління з повітроплавання і дослідженню космічного простору США (НАСА) для вивчення космічного випромінювання в жорсткому рентгенівському діапазоні. Його ключовими завданнями є огляд нашої галактики на предмет виявлення чорних дір і вивчення їхніх особливостей, а також побудова карти розташування радіоактивних елементів — продуктів вибуху наднових.

## Історія
Розробка телескопа почалася у 2005 році, проте у 2007 році через скорочення бюджету НАСА на наукові програми проєкт був закритий. Але вже у тому ж році вчені відновили роботи з розробки телескопа.
Запуск відбувся 13 червня 2012 року з атола Кваджалейн. Літак із закріпленою на зовнішній підвісці ракетою-носієм Pegasus піднявся над злітно-посадковою смугою, відділення ракети від літака відбулося на висоті 12 км над акваторією Тихого океану. Очікуваний час роботи супутника на орбіті — 2 роки.
Науковий керівник обсерваторії Фіона Гаррісон (Каліфорнійський технологічний інститут).
Загальна вартість проєкту NuSTAR становить близько 180 млн доларів. Його робота має доповнити потік даних, що надходять з рентгенівських обсерваторій «Чандра» і XMM-Newton.

## Характеристики
Інструменти NuSTAR складаються з двох співвісних телескопів зі спеціальним покриттям поверхні і детекторів нової розробки, що дозволить їм ефективно працювати до енергій 70—80 кеВ. Фокальна довжина телескопа становить близько 10 м. Така велика фокальна довжина телескопа при малому розмірі супутника буде досягатися за рахунок розсування спеціальних ферм вже після виведення супутника на орбіту. Прототип телескопів NuSTAR (під назвою HEFT) був успішно випробуваний при запуску на балоні у 2005 році.
Очікується, що чутливість дзеркальної системи супутника NuSTAR буде перевищувати чутливість найкращих сучасних інструментів цього енергетичного діапазону обсерваторій INTEGRAL і Swift більш ніж в 100 разів.
Основні наукові завдання обсерваторії:
- огляд майданчиків неба (включаючи область центру Галактики) з максимальною чутливістю для вивчення популяцій чорних дір різних мас і компактних об'єктів;
- побудова карт випромінювання радіоактивних елементів в молодих залишках спалахів наднових;
- вивчення походження релятивістських струменів частинок, що вилітають з надмасивних чорних дір.

На додаток до основної програми очікується, що за допомогою NuSTAR буде досягнутий прогрес у різних областях астрофізики, від походження космічних променів до фізики екстремальних станів речовини у компактних об'єктах у нашій Галактиці і картографування мікроспалахів на Сонці. Планується, що NuSTAR буде брати участь у спостереженнях транзієнтних об'єктів неба (спостереження Target of Opportunity).

## Виноски
1. ↑  NASA запустило в космос обсерваторію NuSTAR. Архів оригіналу за 2 листопада 2012. Процитовано 13 червня 2012.
2. ↑  Abstract [Архівовано 18 лютого 2021 у Wayback Machine.](англ.)